# Книшевич Пелагея Максимівна
Пелагея Максимівна Книшевич (нар. 6 травня 1926, село Антоновичі, тепер Овруцького району Житомирської області — 2008, село Антоновичі Овруцького району Житомирської області) — українська радянська діячка, новатор сільськогосподарського виробництва, ланкова колгоспу «Здобуток Жовтня» Овруцького району Житомирської області. Герой Соціалістичної Праці (8.04.1971). Член Ревізійної комісії КПУ в 1971—1976 р.

## Біографія
Народилася в селянській родині. Навчалася у сільській школі. Під час німецько-радянської війни проживала з родиною на хуторі Задорожок, переховувалася у радянському партизанському загоні.
З 1944 року — колгоспниця, з 1948 року — ланкова і секретар комсомольської організації колгоспу села Антоновичі Словечанського району Житомирської області.
У 1949—1951 роках — слухачка дворічної школи підготовки колгоспних кадрів у Житомирській області.
У 1951—1953 роках — зональний агроном машинно-тракторної станції (МТС), агроном колгоспу села Бігуні Словечанського району Житомирської області.
З 1953 року — ланкова колгоспу «Здобуток Жовтня» села Антоновичі (центральна садиба в селі Словечне) Овруцького району Житомирської області. Збирала високі врожаї льону: по 1300—1400 кг з кожного гектара.
Член КПРС з 1955 року.
Потім — на пенсії в селі Антоновичі Овруцького району Житомирської області.

## Нагороди
- Герой Соціалістичної Праці (8.04.1971)
- два ордени Леніна (27.07.1954, 8.04.1971)
- орден Жовтневої Революції (8.12.1973)
- орден Трудового Червоного Прапора (30.04.1966)
- медаль «За трудову доблесть» (26.02.1958)
- медалі